# Aaron Krach
Aaron Krach (15 de fevereiro de 1972, Ionia, Michigan) é um escritor e artista estadunidense. Krach reside atualmente no lado leste de Manhattan.

## História
Aaron Krach nasceu em Michigan e cresceu em Alhambra, Califórnia, onde cursou o ensino médio na Alhambra High School. Frequentou a University of California, San Diego em La Jolla, onde graduou-se em Artes Visuais em 1994. Mudou-se para Nova York em 1995. Lá, foi editor das revistas Empire e Cargo. Também foi editor na BravoTV.com (e sítios afiliados: OUTzoneTV.com e BrilliantButCancelled.com). Atualmente, é um dos editores da revista House Beautiful, publicação do grupo Hearst. 
Krach tem apresentado suas fotografias em exposições em Washington DC, Nova York, São Petersburgo, Flórida e Copenhague. Em 2006 apresentou uma mostra individual intitulada "100 New York Mysteries" no DCKT Contemporary em Chelsea, Nova York. In 2007, novas fotografias e esculturas foram exibidas no 3rd Ward em Greenpoint, Jack The Pelican Presents no Brooklyn, Gallery 312 Online em Nova Scotia, Canadá e no Massachusetts's College of Liberal Arts.

## Obras
- Half-Life (romance, 2004)
- 100 New York Mysteries (2006)